# Peyritschia
Peyritschia is een geslacht uit de grassenfamilie (Poaceae). De soorten komen voor in Noord- en Zuid-Amerika.

## Soorten
De Catalogue of New World Grasses [19 april 2010] erkent de volgende soorten:
- Peyritschia conferta
- Peyritschia deyeuxioides
- Peyritschia humilis
- Peyritschia koelerioides
- Peyritschia pringlei